# Ваньянь Сюнь
Ваньянь Сюнь (спрощ.: 完颜珣; кит. трад.: 完顏珣; піньїнь: Wányán Xún), храмове ім'я Сюаньцзун (кит.: 宣宗; піньїнь: Xuānzōng; 18 квітня 1163 — 14 січня 1224) — восьмий імператор династії Цзінь.

## Життєпис

### Молоді роки
Походив з роду Ваньянь. Син вана Ваньянь Юньґуна, сина імператора Шицзуна, та наложниці пані Лю (надалі отримала титул імператриці Чжаошен). При народжені отримав чжурчженське ім'я Удабу. Здобув класичну китайську освіти, навчався чжурчженським звичаям.
1178 року отримав від діда-імператора титул ґуна (на кшталт герцога) Веня. 1189 року надано китайське ім'я Сюнь. При сходженні на трон двоюрідного брата Чжанцзуна отримав титул вана (князя) Фен. 1196 року змінено титул на вана Ї. 1205 року ім'я змінив з Сюй на Кунцзя. Зі сходженням на трон 1208 року імператора Вейшао-вана отримав титул вана Сіна, згодом вана Шен.
1213 року внаслідок змови було вбито імператора Вейшао-вана, замість якого оголошено імператором Кунцзя. Останній цим часом перебував на території провінції Хебей. Лише через місяць він повернувся до столиці Чжунду, де офіційно прийняв титул імператора під ім'ям Сюань-цзун.

### Володарювання

#### Війни з монголами
Спочатку винагородив очільника змови проти попереднього імператора — Хешіле Хушаху, якому надано титул вана Цзе, призначено на посади голови імператорського сектератіалу та очільника столиці. Але вже у жовті того ж року Хушаху було вбито іншим військовиком — Чжуху Гаоці. Імператор помилував того за злочин й навіть підвищив.
Основною проблемою Сюань-цзуна була загроза з боку монголів та їх васалів. Скориставшись цим, Сюань-цзун переніс столицю на південь, в Бяньцзін (сучасне місто Кайфен). Чингісхан розцінив це як порушенням угоди і 1214 року оточив, а 1215 року захопив Яньцзін. Однак розрахунок Сюань-цзуна якоюсь мірою виправдався. Подальше просування монголів на південь вилилося у військову демонстрацію. Монголи не наважилися залишити в тилу Ляодун, де розташовувалися значні війська чжурчженів, а з боків шаньдунські війська та державу Західна Ся — союзника Цзінь.
1214 року монголи на чолі з Мухулі захопили Ляосі, а 1217 року призначено ваном Північного Китаю. Послаблення держави Цзінь призвело до відцентрових процесів. Наприкінці 1214 року губернатор Лю Цюань підняв повстання проти Цзінь в Шаньдуні, а 1218 року він визнав владу Південної Сун. Остання ще 1214 року, заборгувавши данину за 2 роки, зовсім відмовилася її виплачувати. На бік Південної Сун перейшла держава Західне Ся. 1215 року в Ляояні повстав цзінський намісник Пусань Вань-ну, що оголосив утворення власної держави — Великої Чжень (пізніше Східна Ся).
1219 року війська Чингісхана вирушили в західний похід, і монгольський тиск на південь від Хуанхе дещо послабшав. Втім того ж року монгол Мухулі, ван північного Китаю, завершив окупацію Хедун, а 1221 року переніс військові дії в Шеньсі, війська Сюань-цзуна були не здатні чинити належний спротив з огляду на війну з Сі Ся та Південною Сун. Відсутність основних монгольських військ і смерть 1223 року Мухулі полегшили чжурчженський опір.

#### Війни з Західним Ся та Південною Сун
Спочатку імператор Сюаньцзун намагався владнати конфлікти з Сі Ся та південної Сун, навіть засудив ініціативу свого генерала Чжухай Гаоцзу, який захопив 1217 року низку пунктів на південь від західного кордону. Лише в середині того ж року між Цзінь та південною Сун на прикордонній річки Хуайшуй розгорнулися військові дії.
Водночас кордони Цзінь атакували тангутські війська з Західної Ся. Імператори останньої 1220 року підтвердили угоду з Сун. Загони «червоних курток», що складаються з китайських селян, діяли всюди. Втім війська чжурчженів виявили стійкість на два фронти. У другій половині 1220-х років перейшли у наступ, завдавши південносунським військам низки поразок. Цьому сприяло послаблення монгольських нападів після смерті Мухулі.
1224 року Сюань-цзун запропонував сунському імператору Нінцзуну укласти мирний договір, на що той погодилася. З державою Сі Ся також було укладено мирну угоду, за якою тангутами було визнано зверхність Цзінь. Втім ці угоди вже підписав його спадкоємець, яким став ван Ніньясу під ім'ям Айцзун.

## Девізи правління
- Чженью (貞祐) 1213—1217
- Сіндін (興定) 1217—1222
- Юаньґуан (元光) 1222—1223